# Stephen Mendel
Stephen Mendel (Montreal) is een Canadees/Amerikaans acteur.

## Biografie
Mendel begon met zingen op achtjarige leeftijd. Hij heeft zijn opleiding gevolgd in Montreal en heeft hierna gestudeerd op de Bishop's University in Sherbrooke. Hij heeft hier een Bachelor of Arts gehaald in drama. Hij begon hierna onmiddellijk te werken in theaters. hierna verhuisde hij naar Los Angeles om daar te gaan acteren. Daar begon hij te acteren in 1978 met de film Tomorrow Never Comes. Hierna heeft hij nog meerdere rollen gespeeld in televisieseries en films, hij is vooral bekend van de televisieserie Night Heat waarin hij de rol van Freddie Carson speelde in 95 afleveringen (1985-1989). Ook is hij bekend van de televisieserie Ninja Turtles: The Next Mutation waarin hij de voice-over verzorgde van zijn personage Splinter in 25 afleveringen (1997-1998).

## Filmografie

### Films
Uitgezonderd korte films.
- 2018 Park Reverse Neutral Drive, PRND (Director's cut) - als monteur
- 2018 Cinderella and the Secret Prince - als Olaf (stem)
- 2017 PRND - als monteur
- 2016 Bobby the Hedgehog - als Quill (stem)
- 2015 A New York Love Story - als dr. Hoffman
- 2014 Angry Video Game Nerd: The Movie - als generaal Dark Onward
- 2007 You Are Here – als dokter
- 2007 Late Night Girls – als Barry
- 2006 Miriam – als Pieter Shafer
- 2005 McBride: Anybody Here Murder Marty? – als rechter Crawford
- 2004 The Terminal – als eerste klas stewart
- 2002 C.E.O. – als Louis Kline
- 1999 Heaven’s Fire – als agent Walter Fane
- 1998 Provovateur – als kolonel Greg Finn
- 1997 Jack Frost – als agent Manners
- 1997 Exception to the Rule – als Dr. Harold Beeson
- 1996 Midnight Heat – als Travis Handy
- 1995 Scanner Cop II – als Jim Mullins
- 1994 Roseanne and Tom: Behind the Scenes – als Bill Pentland
- 1992 Stepfather III – als Mark Wraynal
- 1991 An Inconvenient Woman – als Joel Zircon
- 1988 Tidy Endings – als John
- 1988 Biographies: The Enigma of Bobby Bittman – als Lawrence Kellner
- 1986 The Vindicator – als Ian Massey
- 1985 Heart of a Champion: The Ray Mancini Story – als oogarts
- 1983 Fire and Ice – als Nekron (stem)
- 1980 Les chiens chauds – als dokter
- 1978 Tomorrow Never Comes – als Vic

### Televisieseries
Uitgezonderd eenmalige gastrollen.
- 2014 - 2019 You're the Worst - als Fred Cutler - 3 afl.
- 2018 American Woman - als schoolhoofd Kelner - 2 afl.
- 2015 - 2016 General Hospital - als Milton Sheinberg - 2 afl.
- 2015 Revenge - als rechter Moss - 2 afl.
- 2012 - 2013 Mad Men - als Morris Ginsberg - 3 afl.
- 2008 The Bold and the Beautiful – als dr. Simons – 3 afl.
- 1999 Power Rangers Lost Galaxy – als dr. Kovak – 2 afl.
- 1997 – 1998 Ninja Turtles: The Next Mutation – als Splinter (stem) – 25 afl.
- 1991 Saved by the Bell – als Frank Benton – 2 afl.
- 1990 Dallas – als Walter Berman – 2 afl.
- 1985 – 1989 Night Heat – als Freddie Carson – 95 afl.

### Computerspellen
- 2010 Command & Conquer 4: Tiberian Twilight – als stem
- 2009 Wanted: Weapons of Fate – als stem